# بيير أسولين
بيير أسولين (بالفرنسية: Pierre Assouline)‏ من مواليد 17 أبريل 1953 في الدار البيضاء، من اليهود المغاربة هو كاتب وروائي وصحفي خاصة في جريدة لوموند ولو نوفيل أوبسرفاتور ومراسل إذاعي خاصة في إذاعة فرنسا الثقافية وكاتب فرنسي. وكان المسؤول السابق في مجلة القراءة (Lire)، وعضو هيئة تحرير مجلة التاريخ (l'Histoire) وعضو أكاديمية غونكور منذ عام 2012.
وقد كتب حول مجموعة من المواضيع والسير المتنوعة بما في ذلك:
- هنري كارتييه بريسون، مصور فوتوغرافي.
- مارسيل داسو، رائد جوي.
- غاستون غاليمار، ناشر.
- هيرجيه، مؤلف مغامرات تان تان.[5][6]
- دانيال هنري كانويلي، تاجر الفن.
- جورج سيمنون، هو روائي وكاتب.[7]

والعديد من الكتابات الأخرى المميزة خاصة في مجال الصحافة.

## وصلات خارجية
- بيير أسولين على موقع IMDb (الإنجليزية)
- بيير أسولين على موقع ديسكوغز (الإنجليزية)
- بيير أسولين على موقع قاعدة بيانات الفيلم (الإنجليزية)
- الموقع الرسمي